# 2007-es türkmenisztáni elnökválasztás

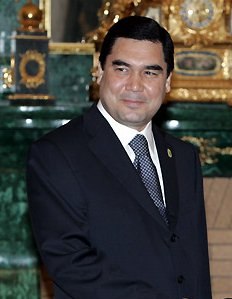
Az elnökválasztás nyertese Gurbanguly Berdimuhamedow

Saparmyrat Nyýazow türkménbasi 2006. december 21-i halála után az ideiglenes elnök Gurbanguly Berdimuhammedow bejelentette, hogy a demokratikus elnökválasztás időpontját február 11-én jelölte ki.

## A jelöltek
A 11 jelentkező közül a következő hat jelölt indulását fogadták el:
- Işanguly Nuryýew[1], az olaj- és gázügyekért, valamint az iparért és a természeti kincsekért felelős miniszter helyettese
- Durdy Durdyýew[1], a turizmusért és sportért felelős miniszter helyettese
- Gurbanguly Berdimuhammedow helyettes miniszterelnök
- Oraz Garajaýew: Abadan polgármestere
- Aşyrnyýaz Pomanow: Türkmenbaşy polgármestere[2]
- Amanýaz Atajykow: parlamenti képviselő, az északi Dashowuz régió elnökhelyettese.

A mostani miniszterelnök-helyettest támogatták a hivatalok is. Az ellenzék jelöltjeinek indulását nem fogadták el.
Több forrás is azt állítja, hogy Akmyrat Rejepow, az elnöki titkosszolgálat vezetője, Türkmenisztán jelenlegi legbefolyásosabb embere lehetett a királycsináló.
A kampány kezdetén Berdimuhammedow mélyreható változásokat ígért, többek között azt, hogy felszabadítja az internethez való hozzáférést, az oktatási rendszernek a nemzetközi rendszerekhez való hozzáigazítását és a kisvállalkozások valamint a magántulajdon támogatását, de ugyanakkor kijelentette, hogy a Nagy Türkménbasi által lefektetett uton fog tovább haladni

## A választás napja
A türkmén választási iroda munkatársai szerint az elnökválasztáson megjelent szavazók aránya 95% fölötti volt. A Szabad Európa Rádió jelentései szerint nem volt ilyen magas a választási részvétel, és a választás sem szabad, sem tiszta nem volt. A Nemzetközi Kríziscsoport egyértelműen meghamisítotnak nevezte az eredményeket.

## Választási eredmények
Gurbanguly Berdimuhammedow nyerte meg a választást, a leadott szavazatok 89%-ával. Az eredmény bejelentése után az új elnököt azonnal be is iktatták.
Az alacsony választási részvétel miatt a hivatalnokok figyelmeztették Lepab lakóit, hogy nem fogják megkapni a havi lisztadagukat. Ugyanekkor az első választók és az idős szavazók ajándékot kaptak a szavazatukért.